# Christian Ehregott Weinlig
Christian Ehregott Weinlig, född 30 september 1743 i Dresden, död 14 mars 1813 i Dresden, var en tysk tonsättare. Han var farbror till Christian Theodor Weinlig.

## Biografi
Christian Ehregott Weinlig föddes 1743 i Dresden. Weinlig var lärjunge till Gottfried August Homilius, blev 1765 student vid Leipzigs universitet, utnämndes 1767 till organist vid reformerta kyrkan där samt ägnade sig därefter uteslutande åt tonkonsten. Han kallades 1780 till Dresden att bestrida organisttjänsten vid Frauenkirche där samt blev cembalist vid italienska operan, utnämndes efter Homilius död till dennes efterträdare i kantors- och musikdirektörstjänsten vid Kreuzskolan i Dresden. Han skrev oratorier, kantater, operan Habsburgs Meistersänger (uppförd i Prag vid Leopold II:s kröning) och pianostycken. Weinlig avled 1813 i Dreseden.